# Senik (Kosowo)
Senik / Senik (cyr. Сеник) – wieś w Kosowie, w regionie Prizren, w gminie Malishevë/Mališevo. W 2011 roku liczyła 1371 mieszkańców. 